# 사마무기
초열왕 사마무기(譙烈王 司馬無忌, ? ~ 350년 음력 8월)는 동진의 황족이자 관료·군인으로, 자는 공수(公壽)이며 하내군 온현 사람이다. 초민왕 사마증의 아들로, 환온을 따라 성한 정벌에 참여하여 전공을 세웠다.

## 생애
재주와 기량을 모두 갖추었고, 문무에 재능이 있었다.
영창 원년(322년), 당시 상주자사였던 아버지 사마증은 무창에서 거병한 당대의 권신(權臣)인 대장군 왕돈으로부터 반란에 동참할 것을 권고받았으나, 이를 거부하고 왕돈을 토벌하여 진나라 황실에 충성을 다하다가 죽기로 결의를 굳혔다. 사마증은 상주 관내 각지의 수령들과 함께 모든 병력들을 총동원하여 관내 모든 지역에서 호응을 받고 왕돈 토벌에 나섰다. 그러나 상주의 치소(治所)인 장사성이 왕돈이 파견한 별동대의 습격으로 포위되자, 사마증은 농성하며 이에 저항하였다. 하지만 장사성은 결국 함락되었고, 사마증은 사로잡혀 왕돈의 근거지인 무창으로 압송되던 도중에 왕돈의 밀명을 받은 왕돈의 사촌동생인 형주자사 왕이에게 살해되었다. 이때 사마무기는 나이가 어려 화를 면하였다.
2년 후인 태녕 2년(324년), 왕돈이 죽고 반란은 모두 평정되었다. 이듬해 사마증에게는 관직이 추증되었고, 사마무기는 아버지의 뒤를 이어 초왕(譙王)에 봉해졌다. 함화 연간에 산기시랑(散騎侍郞)에 임명되었다가, 둔기교위(屯騎校尉)·중서시랑(中書侍郞)·황문시랑(黃門侍郞)으로 여러 번 승진하였다.
건원 원년(343년), 성제와 강제의 외삼촌인 외척 안서장군(安西將軍) 형주자사 유익은 후조와 성한을 정벌하여 멸망시키는 것을 자신의 임무로 생각하고 있었다. 그리하여 그는 명목상 동진의 신하를 자처하고 있던 전연의 모용황·전량의 장준과 연계하여 후조를 총공격한다는 대규모 군사작전(북벌)을 계획하였다. 대다수의 신료들은 유익의 이와 같은 작전계획에 난색을 표하였으나, 유익의 형 유빙만이 그와 뜻을 같이하였다. 사마무기는 환온과 함께 이 작전계획에 찬성하였다. 그러나 유익이 구상한 북벌은 결국 실제로 이행되지 못하였다.
건원 연간 초에 산기상시로 승진하였다가, 어사중승으로 전임되었다. 이후 보국장군에 임명되어 장사내사로 전출되었고, 강하내사를 겸하였으며, 얼마 안 가 남군태수·하동태수로 전임되었다. 단, 내사에서 태수로 전임되고 나서도 보국장군 직에는 그대로 있었다.
영화 2년 11월 11일(346년 12월 10일), 안서장군 형주자사 환온은 촉 땅에 자리잡고 있던 성한 정벌에 나섰다. 보국장군 남군태수 사마무기는 정로장군(征虜將軍) 익주자사 주무와 함께 환온을 따라 촉 땅으로 출정하였다. 이듬해 환온은 결국 성한을 멸망시키고 촉 땅을 평정하는 데 성공하였다.
영화 4년(348년) 8월, 조정에서는 성한을 멸망시키고 촉 땅을 평정한 공로를 세운 인사들에 대한 논공행상을 실시하였고, 사마무기는 전장군으로 승진하였다. 이때 작은아들 사마음도 광진백(廣晉伯)에 봉해졌다.
영화 6년(350년) 8월에 죽어 시호를 열(烈)이라 하였고, 위장군에 추증되었다. 작위는 아들 사마념이 이었다.

## 일화

### 아버지의 원수를 갚으려고 하다
사마무기가 아버지의 원수를 갚기 위해 아버지를 죽인 왕이의 아들인 왕호지와 왕기지(王耆之)를 죽이려 하였다는 일화가 《세설신어》 〈구극(仇隙)〉편과 《진서》 권37의 열전에 각각 실려 있다.

#### 세설신어의기록
사마증을 사로잡은 왕돈은 밤중에 사촌동생 왕이를 보내어 사마증을 함거(檻車)에 싣고 그를 죽였는데, 당시 사람들은 모두 이 일을 전혀 모르고 있었다. 심지어 사마승의 온 집안 사람들조차도 모두 그의 죽음을 전혀 모르고 있었던 데다가 이 당시 사마무기 형제는 모두 아직 어린 나이였다. 사마무기는 장성하면서 왕이의 아들 왕호지와 서로 매우 가까이 지냈다. 한번은 사마무기가 왕호지와 함께 여행을 떠나면서 어머니 조(趙)씨에게 먹을거리를 준비해 달라고 부탁하였다. 그러자 어머니는 눈물을 흘리면서 사마무기에게 말하였다.
| “ | 왕돈은 옛날에 아무 거리낌 없이 너의 아버지를 죽였는데, 이는 세장(世將, 왕이의 자)의 손을 빌려 그렇게 한 것이다. 내가 여러 해 동안 너에게 말해 주지 않은 것은 낭야 왕씨 집안이 강성한 데다가 너희 형제가 아직 어렸기 때문인데, 이 일을 널리 알려지게 하고 싶지 않은 것은 화를 피하기 위함일 뿐이다. | ” |

이야기를 들은 사마무기는 놀라 소리치며 칼을 뽑아들고 나와 왕호지를 죽이려 하였으나, 왕호지는 이미 멀리 달아난 뒤였다.

#### 진서의기록
함강 8년(342년) 12월, 저부가 강주자사에 임명되어 임지로 떠날 때, 사마무기와 단양윤 환경(桓景) 등이 판교(版橋)에서 그를 배웅하였다. 이때 왕이의 아들인 단양승 왕기지(王耆之)도 그 자리에 있었는데, 아버지의 원수를 갚을 뜻을 품고 있던 사마무기는 칼을 빼들고 왕기지를 죽이려고 하였으나, 저부와 환경이 좌우에게 왕기지를 호위하라고 명하여 왕기지는 죽음을 면할 수 있었다. 어사중승 차관(車灌)은 사람을 멋대로 죽이려고 하였다며 사마무기를 탄핵하였고, 그를 정위에게 넘겨 죄를 다스리게 하였다. 이에 성제는 다음과 같은 조서를 내렸다.
| “ | 왕돈이 반란을 일으키고 민왕(사마증)이 화를 당하여 사정의 원인을 찾아내는 것인데, 지금 왕(초왕 사마무기)에게 무슨 책임이 있겠는가? 그러나 공과 사의 법제도 또한 이미 판단해야 할 점이 있으니, 왕은 나라를 다스리는 것을 중시해야 하는데, 어떻게 유래를 찾아내어 조정의 법도를 어지럽힐 수 있다는 말인가? 일을 주관하는 자는 법령을 거듭 밝혀 지금부터 죄를 범하는 일이 있으면 반드시 처벌해야 할 것이다. | ” |

그리하여 벌금을 내어 죄를 대신하게 하는 것으로 결론을 내리고 사건을 처리하였다.

## 가계
- 아버지 : 초민왕 사마증
  - 본인 : 초열왕 사마무기
    - 아들 : 초경왕 사마념
      - 손자 : 초충왕 사마상지
      - 손자 : 사마회지
      - 손자 : 사마휴지
      - 손자 : 사마윤지

    - 아들 : 광진백(廣晉伯) 사마음
    - (계통 불명)
      -         - 손자 : 초왕 사마강지 - 사마상지 형제의 종제

### 내용주
1. ↑  이상 4명의 손자들은 모두 큰아들 사마념의 아들들이다.[2]
2. ↑  단, 출생지가 아닌 본관(등록기준지)이다. 실제 출생지가 어느 곳인지에 대해서는 기록에 언급되지 않아 알려진 바 없다.
3. ↑  《진서》 권37에는 각각 장사상과 강하상이라고 하나,[2] 이때 제후상은 이미 무제 때인 태강 10년(289년)에 내사로 명칭이 변경되어[21] 50여 년이 지나도록 그대로 쓰이고 있었으므로, 장사내사와 강하내사가 옳다. 자세한 사항은 내사 (관직)·제후상 문서를 참고하라.
4. ↑  《진서》 권37에서는 남군·하동 2군의 태수로 옮겨갔다고 하였는데,[2] 이는 사마무기가 남군태수로 옮겨가면서 본직인 남군태수 이외에도 하동태수도 같이 겸하게 되었다는 뜻이다. 단, 이 당시 하동군은 후조의 영토였다. 이 하동군은 성제 때인 함강 3년(337년)에 정서장군(征西將軍) 유량이 원래의 하동군이 속해 있던 사주에서 형주로 피난하여 정착한 주민들이 이주해 있던 남군 내 일부 지역(해당 지역은 지금의 호북성 형주시의 현급시인 송자시에 해당한다)에 교치한 군이었다.[22] 따라서 본 문서의 하동군은 정확히는 원래 지역에 그대로 있던 군인 본군(本郡)이 아닌 타 지역에 교치된 군인 교군(僑郡)으로 보는 것이 옳다. 자세한 사항은 남군 (중국) 및 중국어 위키백과의 하동군 (교군) 문서를 참고하라.
5. ↑  《진서》 권8 목제기에는 사망 당시의 관위가 보국장군이라고 하나,[1] 이 시점에서 사마무기는 영화 4년(348년)에 성한을 멸망시키고 촉 땅을 평정한 공로로 보국장군에서 전장군으로 관위가 승진한[2][27][28][29][31] 지 이미 2년이 지나 있었으므로, 《진서》 권37 및 《자치통감》 권98의 기록과 모순된다. 따라서 사마무기의 생전 최종 관위는 전장군이었다.
6. ↑  《무기별전(無忌別傳)》에서는 위군장군(衛軍將軍)이라 하나,[3] 이는 위장군의 오기로 보인다. 따라서 위장군이 옳다.

### 참조주
1. 1 2 3 4 5 6  방현령 외, 《진서》 권8 제기(帝紀) 제8
2. 1 2 3 4 5 6 7 8 9 10 11 12 13 14 15 16 17 18 19 20 21 22 23  방현령 외, 《진서》 권37 열전 제7 종실
3. 1 2 3  저자 미상,  《무기별전(無忌別傳)》(탕구 집(輯), 《구가구진서(九家舊晉書)》 진제공별전(晉諸公別傳) 집본(輯本)에 집록)[유의경, 《세설신어》 하권 下 구극(仇隙) 제36 유효표주에 인용]
4. 1 2 3 4 5 6  사마광, 《자치통감》 권92 진기(晉紀)14
5. 1 2 3 4 5 6  호삼성, 《자치통감음주》 권92 진기(晉紀)14
6. ↑  엄연, 《자치통감보》, 권92 진기12 중종 원황제(하) 中 영창 원년(322, 임오), 사보루(思補樓) 교정인쇄본 《자치통감보》(54), 5-6/101페이지
7. ↑  《백양판 자치통감 (23) 민족융합》, 29-30쪽.
8. ↑  엄연, 《자치통감보》, 권92 진기12 중종 원황제(하) 中 영창 원년(322, 임오), 사보루(思補樓) 교정인쇄본 《자치통감보》(54), 6/101페이지
9. ↑  《백양판 자치통감 (23) 민족융합》, 30쪽.
10. ↑  엄연, 《자치통감보》, 권92 진기12 중종 원황제(하) 中 영창 원년(322, 임오), 사보루(思補樓) 교정인쇄본 《자치통감보》(54), 9-10/101페이지
11. ↑  《백양판 자치통감 (23) 민족융합》, 33쪽.
12. ↑  엄연, 《자치통감보》, 권92 진기12 중종 원황제(하) 中 영창 원년(322, 임오), 사보루(思補樓) 교정인쇄본 《자치통감보》(54), 23/101페이지
13. ↑  《백양판 자치통감 (23) 민족융합》, 45쪽.
14. ↑  《백양판 자치통감 (23) 민족융합》, 73-78쪽.
15. ↑  엄연, 《자치통감보》, 권92 진기12 중종 원황제(하) 中 태녕 3년(325, 을유), 사보루(思補樓) 교정인쇄본 《자치통감보》(54), 72/101페이지
16. ↑  《백양판 자치통감 (23) 민족융합》, 80-81쪽.
17. 1 2 3 4  사마광, 《자치통감》 권97 진기(晉紀)19
18. 1 2 3 4  호삼성, 《자치통감음주》 권97 진기(晉紀)19
19. ↑  엄연, 《자치통감보》, 권97 진기17 강황제 中 건원 원년(343, 계묘), 사보루(思補樓) 교정인쇄본 《자치통감보》(56), 67/112페이지
20. ↑  《백양판 자치통감 (24) 석호, 거리낌 없이 사람을 해치다》, 62쪽.
21. ↑  방현령 외, 《진서》 권3 제기(帝紀) 제3
22. ↑  심약, 《송서》 권37 지(志) 제27 주군(州郡)3
23. ↑  중앙연구원 음양력 변환기
24. ↑  엄연, 《자치통감보》, 권97 진기17 효종 목황제 상-중 中 영화 2년(346, 병오), 사보루(思補樓) 교정인쇄본 《자치통감보》(56), 98/112페이지
25. ↑  《백양판 자치통감 (24) 석호, 거리낌 없이 사람을 해치다》, 88쪽.
26. ↑  《백양판 자치통감 (24) 석호, 거리낌 없이 사람을 해치다》, 89-94쪽.
27. 1 2  사마광, 《자치통감》 권98 진기(晉紀)20
28. 1 2  호삼성, 《자치통감음주》 권98 진기(晉紀)20
29. 1 2  엄연, 《자치통감보》, 권98 진기18 효종 목황제 상-하 中 영화 4년(348, 무신),  사보루(思補樓) 교정인쇄본 《자치통감보》(57), 4/103페이지
30. ↑  《백양판 자치통감 (24) 석호, 거리낌 없이 사람을 해치다》, 102-103쪽.
31. ↑  《백양판 자치통감 (24) 석호, 거리낌 없이 사람을 해치다》, 103쪽.
32. 1 2 3 4 5 6 7  유의경, 《세설신어》 하권 下 제36 구극(仇隙)

## 참고 문헌

### 단행본
- 백양(柏楊, 1920년 ~ 2008년), 《백양판 자치통감》
  - (대만) 백양 역 (1988년 1월). 〈민족융합(民族融合)〉. 《현대어문판 자치통감》 [백양판 자치통감 (23) 민족융합] (중국어) 23 1판. 북경: 중국우의출판공사(中國友誼出版公司). ISBN 7-5057-0029-4.
  - (대만) 백양 역 (1988년 7월). 〈석호사학(石虎肆虐)〉. 《현대어문판 자치통감》 [백양판 자치통감 (24) 석호, 거리낌 없이 사람을 해치다] (중국어) 24 1판. 북경: 중국우의출판공사(中國友誼出版公司). ISBN 7-5057-0040-5.

| 전임 아버지 초민왕 사마증 | 동진의 초왕 324년 ~ 350년 음력 8월 | 후임 아들 초경왕 사마념 |